# Clara Agustina de Uriburu Roca
Clara Agustina de Uriburu Roca (Buenos Aires, 1 de abril de 1908-Buenos Aires, 22 de abril de 1995), también llamada Clarita Uriburu Roca, fue una socialité argentina incluida en The Book of Beauty de Cecil Beaton en 1933. Era miembro de una destacada familia patricia argentina, vinculada con al menos dos presidentes, ya que era nieta de Julio Argentino Roca y José Félix Evaristo Uriburu.

## Biografía
Clara "Clarita" Agustina de Uriburu Roca nació el 1 de abril de 1908 en la ciudad de Buenos Aires, capital de Argentina. Era hija de José Evaristo Uriburu Tezanos Pinto, un historiador y embajador argentino en Londres de 1927 a 1931, y Agustina Eloísa Roca Funes. Su abuelo paterno fue José Evaristo de Uriburu, presidente de Argentina del 23 de enero de 1895 al 12 de octubre de 1898; mientras que su abuelo materno fue Julio Argentino Roca, presidente del país desde 1880 hasta 1886 y desde 1898 hasta 1904. Entre sus 7 hermanos, varios de ellos cumplieron diversos roles de importancia en la historia del país.
Fue una de las modelos de Cecil Beaton en el libro The Book of Beauty del año 1933. Este es el primer libro de fotografías publicado por el fotógrafo, pintor, diseñador de vestuario y modista británico. En su concepto de belleza, Beaton, utilizó bocetos y fotografías para destacar a actrices, como Tallulah Bankhead y Anna May Wong, pero también a figuras literarias modernistas como Edith Sitwell y Nancy Cunard, y socialités del mundo, entre ellas Clarita Uriburu Roca, que en ese entonces contaba con unos 25 años. El fotógrafo le dedicó muy elogiosas palabras, en las que resaltó sus delicadas proporciones, el color de su piel y cabello; afirmando que es «ingeniosa, guapa, y el resultado es ridículamente atractivo». Varias décadas demás tarde, Beaton volvió a relatar un reencuentro que tuvo con ella en Argentina cuando ya era una mujer mayor.
El 15 de diciembre de 1938 se casó con Eduardo Cernadas Martel, con quien tuvo un hijo, Eduardo Cernadas Uriburu.
Murió el 22 de abril de 1995 en Buenos Aires, Argentina, y se encuentra sepultada en el Cementerio de la Recoleta.